# 1,3-偶极环加成反应
1,3-偶极环加成反应（1,3-dipolar cycloaddition），或被称为Huisgen反应，Huisgen环加成反应，是发生在1,3-偶极体和烯烃、炔烃或其衍生物之间的一个协同周环的环加成反应。烯烃类化合物在反应中称亲偶极体（dipolarophile）。德国化学家Rolf Huisgen首个应用此类反应以制取五元杂环化合物。
1,3-偶极环加成反应与狄尔斯-阿尔德反应有些相似。根据前线轨道理论，基态时1,3-偶极体的LUMO和亲偶极体的HOMO，以及基态时1,3-偶极体的HOMO和亲偶极体的LUMO，都是为分子轨道对称守恒原理所允许的，因此反应可以发生。1,3-偶极环加成反应因此也分为三类：一类是由1,3-偶极体出HOMO，称为HOMO控制的反应；一类是由1,3-偶极体出LUMO，称为LUMO控制的反应；还有一类就是两种情况都存在，称为（HOMO-LUMO）控制的反应。
以前曾认为1,3-偶极环加成反应是经过一个双自由基的中间体完成的，但现在大多认为1,3-偶极环加成反应经过五元环的过渡态，是总电子数6π体系的协同反应。它受溶剂的极性影响很少，而且是立体专一的顺式加成反应。
分子内或逆向的1,3-偶极环加成反应都是可以发生的。
常见的1,3-偶极环加成反应：
- 炔烃与叠氮化物发生Huisgen叠氮化物-炔烃环加成反应生成1,2,3-三唑；
- 重氮化合物与亲偶极体发生1,3-偶极环加成反应，若亲偶极体为烯烃，则反应产物是吡唑啉；
- 硝酮与烯烃加成得到异噁唑烷；
- 烯烃臭氧化反应。实际上，反应中首先发生臭氧分子对烯烃的1,3-偶极环加成反应，生成邻三氧杂五元环中间体。它发生逆-1,3-偶极环加成，生成一个羰基化合物和Criegee中间体。而后羰基转位，再发生一个1,3-偶极环加成，得到1,2,4-三氧杂的中间体，经后面的还原或氧化得到最终产物；
- 富勒烯或纳米管与亚甲胺叶立德的Prato反应。